# Ahmadiyya (soefi's)
De Ahmadiyya-soefi-orde is een school binnen het islamitische soefisme.  Deze ahmadiyya moeten niet verward worden met de islamitische syncretistische stroming ahmadiyya die naar Mirza Ghulam Ahmad is genoemd.

## Stichter
Orde die is opgericht door Ahmad ibn Idriss uit Marokko. Hij leefde van 1760 tot 1837.

## De orde
De ahmadiyya soefi's zijn momenteel vooral actief in Indonesië en in Egypte. Vooral in Egypte is de orde zeer populair. Ze is er gelieerd met de Badawiyya-orde. Ook in Somalië is de orde actief.

## Zaouïa
De ahmadiyya (soefi's) hebben een zaouïa in Dandara (Egypte).